# Haltérophilie
 (novembre 2009).
Si vous disposez d'ouvrages ou d'articles de référence ou si vous connaissez des sites web de qualité traitant du thème abordé ici, merci de compléter l'article en donnant les références utiles à sa vérifiabilité et en les liant à la section « Notes et références ».
L'haltérophilie (en anglais : Olympic weightlifting) est un sport consistant à soulever des poids au-dessus de sa tête. Dans sa forme moderne, c'est un sport de puissance musculaire, donc avec force et rapidité, nécessitant également maîtrise d'une technique particulière, souplesse, coordination et équilibre.
En compétition, deux mouvements sont évalués :  l'arraché et l'épaulé-jeté. L'athlète dispose de trois essais pour chaque mouvement. La somme du meilleur essai réalisé par l'athlète à l'arraché et du meilleur essai à l'épaulé-jeté donne le total olympique. L'athlète ayant le meilleur total olympique de sa catégorie de poids de corps l'emporte.
L'haltérophilie est à l'heure actuelle l'unique sport de force inscrit au programme des Jeux olympiques. C'est un sport universel, pratiqué dans un très grand nombre de pays, mais c'est en Grèce, en Arménie, en Turquie et en Bulgarie qu'il est le plus populaire. La Russie, l'Iran, la Chine et les pays d'Europe de l'Est comptent également beaucoup d'haltérophiles de très haut niveau.
La force athlétique (en anglais : powerlifting) dont les pratiquants se nomment « dynamophiles » est une autre forme de lever de poids qui consiste également à lever des barres, mais qui se distingue par trois mouvements plus élémentaires (développé-couché, le squat et le soulevé de terre) avec des charges plus lourdes.

## Histoire

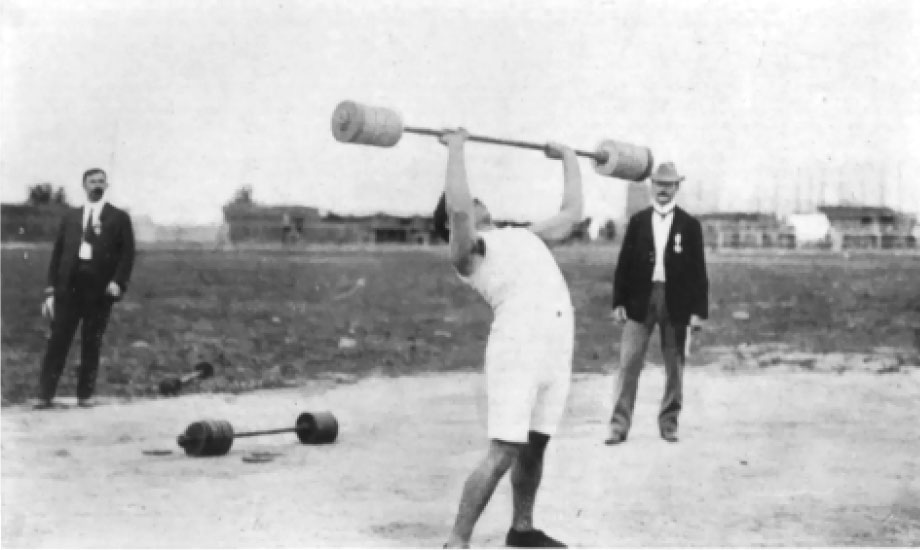
Perikles Kakousis aux Jeux olympiques de 1904.

Les tentatives d'évaluation de la force physique des humains sont très anciennes. Les épreuves traditionnelles de force en sont aujourd'hui les témoins encore bien vivants.
À partir du XIXe siècle, certains hommes forts acquièrent une grande notoriété et popularisent les poids et haltères, notamment en Allemagne, en Autriche et en France, pays où s'illustre, dès les années 1840, Hippolyte Triat. Dès lors, on tente de codifier les poids et les mouvements afin de pouvoir comparer et classer les performances des athlètes. Des clubs d'haltérophilie voient le jour en Allemagne dès le début des années 1880 mais c'est à Londres que se tient en 1887 le premier concours. Les premiers championnats d'Europe sont organisés à Rotterdam en 1896.
L'haltérophilie est présente dès les premiers Jeux olympiques modernes, aux Jeux olympiques d'été de 1896. Deux épreuves sont alors au programme : le levé à un bras et le levé à deux bras. Absente aux Jeux olympiques d'été de 1900, l'haltérophilie retrouve le programme olympique aux Jeux olympiques d'été de 1904.
Lors des concours des Jeux olympiques d'été de 1920, les mouvements sont l'arraché à un bras, l'épaulé-jeté à un bras et l'épaulé-jeté à deux bras. Aux Jeux olympiques d'été de 1924, les mouvements à un bras disparaissent de la compétition au bénéfice de trois mouvements à deux bras : le développé, l'arraché et l'épaulé-jeté. Enfin, depuis 1972 le développé est également abandonné pour deux raisons : d'une part, les haltérophiles « trichaient » en se courbant en arrière au risque de se blesser et d'autre part cela a permis de diminuer la durée des compétitions sans oublier que ce dernier mouvement ne rejoignait en aucun cas les muscles et la préparation physique des deux autres mouvements.
Les compétitions féminines datent des années 1980 et sont présentes aux Jeux olympiques depuis  les Jeux olympiques d'été de 2000. Les premières compétitions féminines sont créées en 1947 et les championnats du monde ouvrent leurs portes aux femmes en 1986.
Les premières catégories de poids apparaissent en 1905. Elles sont désormais au nombre de dix pour les hommes et pour les femmes.
Les problèmes de dopage ont sévèrement touché cette discipline. Avant les championnats du monde de 1995, 64 cas de dopage avérés sont signalés... Le CIO met alors la Fédération internationale d'haltérophilie devant ses responsabilités, menaçant même d'exclure l'haltérophilie du programme olympique. Les contrôles deviennent draconiens, les fautifs suspendus et tous les records sont annulés. Malgré cette politique de sévérité, les problèmes de dopage subsistent.

### Arraché

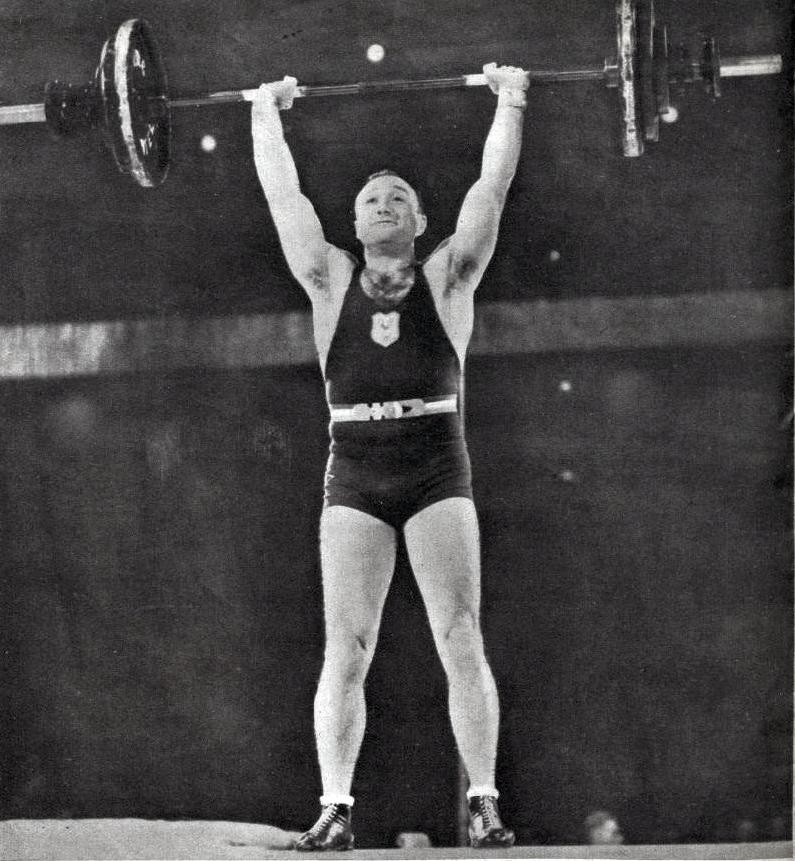
Louis Hostin, soulevant 117 kg à l'arraché aux jeux olympiques de Berlin en 1936

La barre est soulevée bras tendus au-dessus de la tête en un seul mouvement très dynamique.
L'haltérophile saisit la barre au sol, une prise de main large est utilisée. Il se redresse en accélérant progressivement, montant en extension sur la pointe des pieds et en haussant les épaules. Les bras restent tendus et le dos plat afin de transmettre le maximum d'énergie à la barre. Après cette extension, l'athlète chute le plus vite possible sous la barre grâce à une action de fléchissement des jambes. Il la récupère en position accroupie, bras tendus au-dessus de la tête. Il se relève pour atteindre la position finale : jambes tendues, bras tendus et le corps stable.

### Épaulé-jeté
La barre est soulevée bras tendus au-dessus de la tête en deux fois.
L'haltérophile saisit la barre au sol, une prise de main correspondant à la largeur des épaules est utilisée. Il se relève en accélérant progressivement, et se redresse en montant en extension sur la pointe des pieds et en haussant les épaules. Les bras restent tendus et le dos plat afin de transmettre le maximum d'énergie à la barre. Après cette extension, l'athlète chute le plus vite possible sous la barre et la récupère en position accroupie, la barre reposant sur ses épaules et le haut de sa poitrine, les coudes étant relevés. Il se relève, la barre restant au contact des épaules. Une fois debout, la première phase, l'épaulé, est terminée. L'haltérophile prend alors une impulsion, jette la barre et s'abaisse à nouveau pour pouvoir saisir la barre bras tendus au-dessus de la tête (le jeté). Ce mouvement se fait généralement en fente, c’est-à-dire une jambe en avant, l'autre en arrière. Un mouvement latéral des pieds ou une flexion sont parfois utilisés. Enfin, il se relève pour atteindre la position finale.

## Équipements
- La barre mesure 2 200 mm et pèse 20 kg pour les hommes, ou 2 010 mm et 15 kg pour les femmes. Sur la partie centrale de la barre, un moletage rend la barre rugueuse et facilite la prise. Sur chaque côté, on y glisse des disques qui sont maintenus par un collier pesant 2,5 kg.
- Les disques sont en métal et recouverts de caoutchouc (afin d'amortir les chocs). Ils respectent le code de couleur suivant :

| Couleur | Taille | Poids  |
| ------- | ------ | ------ |
| Rouge   | Grand  | 25 kg  |
|         | Petit  | 2,5 kg |
| Bleu    | Grand  | 20 kg  |
|         | Petit  | 2,0 kg |
| Jaune   | Grand  | 15 kg  |
|         | Petit  | 1,5 kg |
| Vert    | Grand  | 10 kg  |
|         | Petit  | 1,0 kg |
| Blanc   | Grand  | 5 kg   |
|         | Petit  | 0,5 kg |

- Des disques de 2,0 kg à 0,5 kg ont été ajoutés depuis que la règle du 1,0 kg prévaut (2005) lors des compétitions : la charge doit être un multiple de 1,0 kg.
- Le plateau, au sol, mesure 4 × 4 m.
- L'haltérophile porte des chaussures spéciales, rigides et stables. Elles comportent un talon de quelques centimètres. En compétition, il doit porter un maillot réglementaire. Il peut porter, s'il le souhaite, une  ceinture de cuir large (maximum 120 mm de hauteur) pour soutenir le bas du dos, ainsi que des bandes aux poignets et aux  genoux.
- Pour améliorer la prise de barre, l'haltérophile utilise de la magnésie, comme les gymnastes.

## Morphologie favorable
Les individus ayant des bras plus courts que la moyenne ont des facilités en haltérophilie grâce à la loi du levier. Des fémurs courts sont également avantageux, ils permettent à l'athlète de monter la barre plus facilement lors de la phase du squat frontal.

## Catégories
Depuis le 5 juillet 2018, les catégories de poids sont :
- Catégories masculines : 55, 61, 67, 73, 81, 89, 96, 102, 109, +109 kg.
- Catégories féminines : 45, 49, 55, 59, 64, 71, 76, 81, 87, +87 kg.

Ces catégories ne sont valables que pour les seniors (à partir de 20 ans).
Le nombre de catégories est plus restreint pour les Jeux olympiques. Il est passé de 7 à 5 par sexe à l'occasion des Jeux olympiques de 2024 : 
- Catégories masculines : 61, 73, 89, 102, +102 kg.
- Catégories féminines : 49, 59, 71, 81, +81 kg.

## Principales compétitions d'haltérophilie

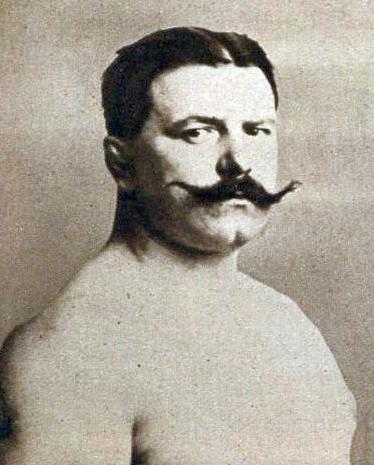
Le français Jules Rosset, président de la fédération internationale de 1920 à 1937, puis de 1946 à 1952 (soit 25 années).

- Haltérophilie aux Jeux olympiques
- Championnats du monde d'haltérophilie
- Championnats d'Europe d'haltérophilie
- Championnats d'Asie d'haltérophilie
- Championnats d'Afrique d'haltérophilie

## Records du monde d'haltérophilie
Source: « (en) Fédération internationale d'haltérophilie.
Remarques :
- Les records d'Épaulé-jeté (264 kg) et de total Arraché + Épaulé-Jeté (475 kg) établis par le Russe Aleksey Vladimirovitch Lovchev le 29 novembre 2015 à Houston ont été annulés à la suite d'un contrôle positif de l'athlète au dépistage antidopage.

- Les records ci-dessous comprennent les résultats obtenus depuis la réforme des catégories en 2018.

### Records masculins
Les records masculins sont, :
| Épreuve     | Record | Haltérophile           | Nation        | Date              | Compétition                   | Lieu                   | Réf.   |  |
| 55 kg       | 55 kg  | 55 kg                  | 55 kg         | 55 kg             | 55 kg                         | 55 kg                  | 55 kg  |  |
| ----------- | ------ | ---------------------- | ------------- | ----------------- | ----------------------------- | ---------------------- | ------ |  |
| Arraché     | 135 kg |                        |               |                   |                               |                        |        |  |
| Épaulé-Jeté | 166 kg | Om Yun-chol            | Corée du Nord | 18 septembre 2019 | Championnats du monde         | Pattaya, Thaïlande     | [ 5 ]  |  |
| Total       | 294 kg | Om Yun-chol            | Corée du Nord | 18 septembre 2019 | Championnats du monde         | Pattaya, Thaïlande     | [ 5 ]  |  |
| 61 kg       |        |                        |               |                   |                               |                        |        |  |
| Arraché     | 145 kg | Li Fabin               | Chine         | 19 septembre 2019 | Championnats du monde         | Pattaya, Thaïlande     | [ 5 ]  |  |
| Épaulé-Jeté | 174 kg | Eko Yuli Irawan        | Indonésie     | 3 novembre 2018   | Championnats du monde         | Achgabat, Turkménistan | [ 6 ]  |  |
| Total       | 318 kg | Li Fabin               | Chine         | 19 septembre 2019 | Championnats du monde         | Pattaya, Thaïlande     | [ 5 ]  |  |
| 67 kg       |        |                        |               |                   |                               |                        |        |  |
| Arraché     | 155 kg | Huang Minhao           | Chine         | 6 juillet 2019    | Test Event olympique          | Tokyo, Japon           | [ 7 ]  |  |
| Épaulé-Jeté | 188 kg | Pak Jong-ju            | Corée du Nord | 20 septembre 2019 | Championnats du monde         | Pattaya, Thaïlande     | [ 5 ]  |  |
| Total       | 339 kg | Chen Lijun             | Chine         | 21 avril 2019     | Championnats d'Asie           | Ningbo, Chine          | [ 8 ]  |  |
| 73 kg       |        |                        |               |                   |                               |                        |        |  |
| Arraché     | 168 kg | Shi Zhiyong            | Chine         | 22 avril 2019     | Championnats d'Asie           | Ningbo, Chine          | [ 8 ]  |  |
| Épaulé-Jeté | 198 kg | Shi Zhiyong            | Chine         | 10 décembre 2019  | Coupe du monde                | Tianjin, Chine         | [ 9 ]  |  |
| Total       | 363 kg | Shi Zhiyong            | Chine         | 21 septembre 2019 | Championnats du monde         | Pattaya, Thaïlande     | [ 5 ]  |  |
| 81 kg       |        |                        |               |                   |                               |                        |        |  |
| Arraché     | 173 kg | Mohamed Ihab           | Égypte        | 5 novembre 2018   | Championnats du monde         | Achgabat, Turkménistan | [ 10 ] |  |
| Épaulé-Jeté | 207 kg | Lü Xiaojun             | Chine         | 22 septembre 2019 | Championnats du monde         | Pattaya, Thaïlande     | [ 5 ]  |  |
| Total       | 378 kg | Lü Xiaojun             | Chine         | 22 septembre 2019 | Championnats du monde         | Pattaya, Thaïlande     | [ 5 ]  |  |
| 89 kg       |        |                        |               |                   |                               |                        |        |  |
| Arraché     | 182 kg | Yeison López           | Colombie      | 06 avril 2024     | 2024 IWF World Cup (en)       | Phuket, Thailand       |        |  |
| Épaulé-Jeté | 224 kg | Karlos Nasar           | Bulgarie      | 09 août 2024      | Jeux olympiques d'été de 2024 | Paris, France          |        |  |
| Total       | 404 kg | Karlos Nasar           | Bulgarie      | 09 août 2024      | Jeux olympiques d'été de 2024 | Paris, France          |        |  |
| 96 kg       |        |                        |               |                   |                               |                        |        |  |
| Arraché     | 187 kg | Lesman Paredes Montano | Colombie      | 14 décembre 2021  | Championnats du monde         | Tachkent, Ouzbékistan  |        |  |
| Épaulé-Jeté | 231 kg | Tian Tao               | Chine         | 7 juillet 2019    | Test Event olympique          | Tokyo, Japon           | [ 7 ]  |  |
| Total       | 416 kg | Sohrab Moradi          | Iran          | 7 novembre 2018   | Championnats du monde         | Achgabat, Turkménistan | [ 11 ] |  |
| 102 kg      |        |                        |               |                   |                               |                        |        |  |
| Arraché     | 191 kg | Akbar Djuraev          | Ouzbékistan   | 3 août 2021       | Jeux olympiques d'été de 2020 | Tokyo, Japon           |        |  |
| Épaulé-Jeté | 237 kg | Akbar Djuraev          | Ouzbékistan   | 3 août 2021       | Jeux olympiques d'été de 2020 | Tokyo, Japon           |        |  |
| Total       | 428 kg | Akbar Djuraev          | Ouzbékistan   | 3 août 2021       | Jeux olympiques d'été de 2020 | Tokyo, Japon           |        |  |
| 109 kg      |        |                        |               |                   |                               |                        |        |  |
| Arraché     | 200 kg | Zhe Yang               | Chine         | 24 avril 2021     | Championnats asiatiques       | Tachkent, Ouzbékistan  |        |  |
| Épaulé-Jeté | 241 kg | Ruslan Nurudinov       | Ouzbékistan   | 24 avril 2021     | Championnats asiatiques       | Tachkent, Turkménistan |        |  |
| Total       | 435 kg | Simon Martirosyan      | Arménie       | 9 novembre 2018   | Championnats du monde         | Achgabat, Turkménistan | [ 12 ] |  |
| +109 kg     |        |                        |               |                   |                               |                        |        |  |
| Arraché     | 225 kg | Lasha Talakhadze       | Géorgie       | 17 décembre 2021  | Championnats du monde         | Tachkent, Ouzbékistan  | [ 13 ] |  |
| Épaulé-Jeté | 267 kg | Lasha Talakhadze       | Géorgie       | 17 décembre 2021  | Championnats du monde         | Tachkent, Ouzbékistan  | [ 13 ] |  |
| Total       | 492 kg | Lasha Talakhadze       | Géorgie       | 17 décembre 2021  | Championnats du monde         | Tachkent, Ouzbékistan  | [ 13 ] |  |

### Records féminins
Les records féminins sont,
| Épreuve     | Record | Haltérophile   | Nation         | Date              | Compétition           | Lieu                   | Réf.   |
| 45 kg       | 45 kg  | 45 kg          | 45 kg          | 45 kg             | 45 kg                 | 45 kg                  | 45 kg  |
| ----------- | ------ | -------------- | -------------- | ----------------- | --------------------- | ---------------------- | ------ |
| Arraché     | 85 kg  |                |                |                   |                       |                        |        |
| Épaulé-Jeté | 108 kg |                |                |                   |                       |                        |        |
| Total       | 191 kg |                |                |                   |                       |                        |        |
| 49 kg       |        |                |                |                   |                       |                        |        |
| Arraché     | 95 kg  | Hou Zhihui     | Chine          | 6 juillet 2019    | Test Event olympique  | Tokyo, Japon           | [ 7 ]  |
| Épaulé-Jeté | 118 kg | Jiang Huihua   | Chine          | 19 septembre 2019 | Championnats du monde | Pattaya, Thaïlande     | [ 5 ]  |
| Total       | 212 kg | Jiang Huihua   | Chine          | 19 septembre 2019 | Championnats du monde | Pattaya, Thaïlande     | [ 5 ]  |
| 55 kg       |        |                |                |                   |                       |                        |        |
| Arraché     | 102 kg | Li Yajun       | Chine          | 3 novembre 2018   | Championnats du monde | Ashgabat, Turkmenistan | [ 15 ] |
| Épaulé-Jeté | 129 kg | Liao Qiuyun    | Chine          | 20 septembre 2019 | Championnats du monde | Pattaya, Thaïlande     | [ 5 ]  |
| Total       | 227 kg | Liao Qiuyun    | Chine          | 20 septembre 2019 | Championnats du monde | Pattaya, Thaïlande     | [ 5 ]  |
| 59 kg       |        |                |                |                   |                       |                        |        |
| Arraché     | 107 kg | Choe Hyo-sim   | Corée du Nord  | 21 septembre 2019 | Championnats du monde | Pattaya, Thaïlande     | [ 5 ]  |
| Épaulé-Jeté | 140 kg | Kuo Hsing-chun | Taipei chinois | 21 septembre 2019 | Championnats du monde | Pattaya, Thaïlande     | [ 5 ]  |
| Total       | 246 kg | Kuo Hsing-chun | Taipei chinois | 21 septembre 2019 | Championnats du monde | Pattaya, Thaïlande     | [ 5 ]  |
| 64 kg       |        |                |                |                   |                       |                        |        |
| Arraché     | 117 kg | Deng Wei       | Chine          | 11 décembre 2019  | Coupe du monde        | Tianjin, Chine         | [ 9 ]  |
| Épaulé-Jeté | 145 kg | Deng Wei       | Chine          | 22 septembre 2019 | Championnats du monde | Pattaya, Thaïlande     | [ 5 ]  |
| Total       | 261 kg | Deng Wei       | Chine          | 22 septembre 2019 | Championnats du monde | Pattaya, Thaïlande     | [ 5 ]  |
| 71 kg       |        |                |                |                   |                       |                        |        |
| Arraché     | 117 kg |                |                |                   |                       |                        |        |
| Épaulé-Jeté | 152 kg | Zhang Wangli   | Chine          | 6 novembre 2018   | Championnats du monde | Achgabat, Turkménistan | [ 16 ] |
| Total       | 267 kg | Zhang Wangli   | Chine          | 6 novembre 2018   | Championnats du monde | Achgabat, Turkménistan | [ 16 ] |
| 76 kg       |        |                |                |                   |                       |                        |        |
| Arraché     | 124 kg | Rim Jong-sim   | Corée du Nord  | 24 septembre 2019 | Championnats du monde | Pattaya, Thaïlande     | [ 5 ]  |
| Épaulé-Jeté | 156 kg | Zhang Wangli   | Chine          | 26 février 2019   | Coupe du monde        | Fuzhou, Chine          | [ 17 ] |
| Total       | 278 kg | Rim Jong-sim   | Corée du Nord  | 26 avril 2019     | Championnats d'Asie   | Ningbo, Chine          | [ 8 ]  |
| 81 kg       |        |                |                |                   |                       |                        |        |
| Arraché     | 127 kg |                |                |                   |                       |                        |        |
| Épaulé-Jeté | 158 kg |                |                |                   |                       |                        |        |
| Total       | 283 kg |                |                |                   |                       |                        |        |
| 87 kg       |        |                |                |                   |                       |                        |        |
| Arraché     | 132 kg |                |                |                   |                       |                        |        |
| Épaulé-Jeté | 164 kg |                |                |                   |                       |                        |        |
| Total       | 294 kg |                |                |                   |                       |                        |        |
| +87 kg      |        |                |                |                   |                       |                        |        |
| Arraché     | 147 kg | Li Wenwen      | Chine          | 28 avril 2019     | Championnats d'Asie   | Ningbo, Chine          | [ 8 ]  |
| Épaulé-Jeté | 186 kg | Li Wenwen      | Chine          | 27 septembre 2019 | Championnats du monde | Pattaya, Thaïlande     | [ 5 ]  |
| Total       | 332 kg | Li Wenwen      | Chine          | 27 septembre 2019 | Championnats du monde | Pattaya, Thaïlande     | [ 5 ]  |

## Quelques haltérophiles célèbres
(janvier 2018).
- Vassili Alexeiev
- Giovanni Bardis ( France)
- Waldemar Baszanowski
- Ernest Cadine ( France)
- Agnès Chiquet ( France)
- Vencelas Dabaya
- Jean Debuf ( France)
- Pýrros Dímas
- Pierre Fulla ( France)
- Benjamin Hennequin ( France)
- Mark Henry
- Louis Hostin ( France)
- Dmitry Klokov
- Antonio Krastev (en) ( Bulgarie)
- Alexandre Maspoli ( France)
- Halil Mutlu ( Turquie)
- Mohammad Nassiri
- Serge Reding
- Hossein Reza Zadeh
- Charles Rigoulot
- Behdad Salimikordasiabi
- Daniel Senet ( France)
- Naim Süleymanoğlu ( Turquie)
- Marcel Paterni ( France)
- Leonid Taranenko
- Aimé Terme ( France)